# Gabriele Sabatini
Gabriele Sabatini (Roma, 29 giugno 1979) è un doppiatore italiano.
Figlio dell'attore e doppiatore Carlo Sabatini. Ha doppiato Oscar Isaac nella maggior parte delle sue interpretazioni.

## Doppiaggio

### Film
- Oscar Isaac in W.E. - Edward e Wallis, Sucker Punch, Cristiada, The Bourne Legacy, A proposito di Davis, 10 Years, I due volti di gennaio, Ex Machina, Star Wars - Il risveglio della Forza, Star Wars - Gli ultimi Jedi, Annientamento, La vita in un attimo, Triple Frontier, Star Wars - L'ascesa di Skywalker, Il collezionista di carte, Dune
- Sam Claflin in Pirati dei Caraibi - Oltre i confini del mare, Biancaneve e il cacciatore, Il cacciatore e la regina di ghiaccio
- Frederick Schmidt in Mission: Impossible - Fallout, Attacco al potere 3 - Angel Has Fallen, Mission: Impossible - Dead Reckoning
- Alessandro Nivola in American Hustle - L'apparenza inganna, Red Sea Diving, Kraven - Il cacciatore, The Brutalist
- Riz Ahmed in Venom, I fratelli Sisters, La trama fenicia
- Jake Abel in Sono il Numero Quattro, Percy Jackson e gli dei dell'Olimpo - Il mare dei mostri
- Aldis Hodge in Straight Outta Compton, Black Adam
- Ed Skrein in Rebel Moon - Parte 1: Figlia del fuoco, Rebel Moon - Parte 2: La Sfregiatrice
- Florian Munteanu in Creed II, Creed III
- Patrick Wilson in Aquaman, Aquaman e il regno perduto
- LeBron James in Space Jam: New Legends, House Party
- Pilou Asbæk in Samaritan, Le notti di Salem
- James Franco in The Disaster Artist
- Taylor Kitsch in John Carter
- Seth Gabel in Take Me Home Tonight
- Rafe Spall in Men in Black: International
- Pilou Asbæk in Ghost in the Shell
- Dominic Colenso in Thunderbirds
- Chris Lowell in The Help
- Matt Dallas in As Good as Dead
- Anthony Mackie in Real Steel
- Daniel Franzese in Mean Girls
- Justin Long in Jeepers Creepers 2 - Il canto del diavolo 2
- Daniel Kaluuya in Johnny English - La rinascita
- Ron Melendez in Bitch Slap - Le superdotate
- Aidan McHardle in Ella Enchanted - Il magico mondo di Ella
- Samuel Roukin in Bright Star
- Travis Wester in EuroTrip
- Edwin Hodge in Alamo - Gli ultimi eroi
- James Lance in Bronson
- Steven Robertson in Inside I'm Dancing
- Marco D'Almeida in Treno di notte per Lisbona
- Reece Ritchie in Hercules - Il guerriero
- Billy Crudup in 7 giorni per cambiare
- Sultan Al Assaf ne La bicicletta verde
- Adam Driver in Lincoln
- Michaél Cohen ne La belle époque
- Guillaume Gouix in A casa nostra
- Jay Hernandez in Suicide Squad
- Justin Rain in Charley Thompson
- John Cena in Daddy's Home 2 , Ricky Stanicky - L'amico immaginario
- Luke Kirby in Glass
- Pedro Pascal in We Can Be Heroes
- Rupert Young ne Il giardino segreto
- Derek Wilson in Birds of Prey e la fantasmagorica rinascita di Harley Quinn
- Emory Cohen in Blue Bayou
- Louka Meliava in I viziati
- Adam Demos in L'abbinamento perfetto
- Leon Ford in Elvis
- Mathias Luppichini in Blasted - In due contro gli alieni
- Jemaine Clement in Avatar - La via dell'acqua
- Edin Hasanovic in Niente di nuovo sul fronte occidentale
- Jonathon Sawdon in Generazione Low Cost
- Michael Pitt in Reptile
- Àlvaro Cervantes ne Il futuro in un bacio
- Louis Cancelmi in Killers of the Flower Moon
- Mathew Baynton in Wonka
- Billy Magnussen in Into the Woods
- Milo Ventimiglia in Land of Bad
- Måns Nathanaelson in Trouble
- Austin Amelio in Hit Man - Killer per caso
- Conor McGregor in Road House
- Seo Hyun-woo in My Name Is Loh Kiwan
- Kunal Nayyar in Spaceman
- Leandro Lima in I vantaggi del tradimento
- Quim Gutiérrez in Un anno, una notte
- Burn Gorman in Lift
- Chris Hemsworth in Furiosa: A Mad Max Saga
- Edin Hasanović in Blame the Game
- Vincent Rottiers in Gli infallibili
- Özcan Deniz in Una seconda occasione
- Scott McArthur in Fidanzata in affitto
- Tomasz Schuchardt ne Il divorzio
- Charlie Carrick in The Apprentice - Alle origini di Trump
- Andri Mashadi in The Shadow Strays
- Robbie Williams in Better Man
- Michael Imperioli in Oh, Canada - I tradimenti
- Vače T'ovmasyan in Anora
- Sope Dirisu in Misteri dal profondo
- Adam Scott in The Monkey
- Hamish Linklater ne I ragazzi della Nickel
- Jack O'Connell n I peccatori
- Hugo Catalán in La mia più grande fan
- Tramell Tillman in Sweethearts
- Bicho Gómez in Il cuore lo sa
- Elith Roth ne La notte arriva sempre

### Film TV
- Chris Carmack in Un principe in giacca e cravatta

### Film d'animazione
- Jimmy lo Sguercio in Mortadello e Polpetta contro Jimmy lo Sguercio
- 7723 in Next Gen
- Nelson in Ancora un giorno
- Jack in Scarpette rosse e i sette nani
- Dynomutt in Scooby!
- Col. Eliott Leland in Godzilla: Il pianeta dei mostri, Godzilla - La proliferante città mobile della battaglia decisiva, Godzilla - Colui che divora i pianeti (ed. home video)
- Foxwell Cripp in 100% lupo
- Zio Fester ne La famiglia Addams 2
- Kyotaro Imura in Digimon Adventure: Last Evolution Kizuna
- Connor Mandrake in Bigfoot Family
- Eddie in L'era glaciale: Le avventure di Buck
- Guy Hilton in Sansone
- Superman in DC League of Super-Pets
- Caposquadra Spike in Super Mario Bros. - Il film
- Ballister Boldheart in Nimona
- Spruce (parte parlata) in Trolls 3 - Tutti insieme
- Insonnia in Orion e il Buio

### Serie televisive
- Jocko Sims in Crash, New Amsterdam
- Joshua Bowman in Revenge
- Patrick Flueger in Scoundrels - Criminali in famiglia
- Sendhil Ramamurthy in Beauty and the Beast
- Luke Arnold in Black Sails
- Saïd Taghmaoui in Touch
- Nate Corddry in Mom
- Metin Akdülger in Thank You, Next
- Ryan Merriman in Pretty Little Liars
- Nat Faxon in Ben and Kate
- Shaun Parkes in The River
- Paul Popowich in Cracked
- D. J. Cotrona in Detroit 1-8-7
- Royce Pierreson in Gli Irregolari di Baker Street
- Brendan Fehr in Samurai Girl
- Matt Dallas in Eastwick
- Zahf Paroo in Defying Gravity - Le galassie del cuore
- Rich Sommer in Mad Men
- Michael Cassidy in Smallville
- Joshua Dallas in The Cell
- Josef Ber in Rush
- Max Irons in The White Queen
- Ed Speleers in Downton Abbey
- Ian Stenlake in Stingers
- Vinzenz Kiefer  in Squadra Speciale Cobra 11
- Xavier Lafitte in Mystère
- Phelipe Haagensen in City of Men
- Nikolai Nikolaeff in Geni per caso
- Wil Traval in Arrow
- IronE Singleton in The Walking Dead
- Alfonso Herrera in The Exorcist
- Santiago Cabrera in Star Trek: Picard
- Patrick Gilmore in Travelers
- James Lance in Ted Lasso
- Park Hee-soon in My Name
- Arian Moayed in Succession
- Aaron Ashmore in Locke & Key
- Mikkel Boe Følsgaard in L'uomo delle castagne
- Kunal Nayyar in Suspicion
- Kevin Rankin in East New York
- Alexander Maniatis in One Piece
- Keith Robinson in Lie to me
- Ceyhun Mengiroğlu in Happiness
- Park Ji-hwan in Se un albero cade in una foresta
- Daniel Ings in The Gentlemen
- Andy McQueen in Outer Banks
- Matt Nable in Apple Cider Vinegar
- Marco Calvani in The Four Seasons

### Miniserie televisive
- Oscar Isaac in Show Me a Hero, Moon Knight, Scene da un matrimonio
- Denny Ratajský in Burning Bush - Il fuoco di Praga
- Paul Nichols in The Passion
- Edgar Vittorino in Cent'anni di solitudine

### Soap opera e telenovelas
- Álex Gadea in Il segreto, La gloria e l'amore, Sei sorelle
- Ricardo Polanco in Niñas mal
- Ezequiel Rodríguez in Violetta
- Juan Manuel Guilera in Dalia delle fate

### Cartoni animati
- Tezz Volitov in Hot Wheels Battle Force 5
- Basil in La principessa Lillifee
- Detective B in Angel Sanctuary
- Takahiro Sorimachi in Boys Be
- Drill in Generator Gawl
- Hyperion in Avengers Assemble
- Yousuke Shibazaki in Uncle From Another World
- Mikhail Renfred in The Ancient Magus Bride
- Merlino il topo magico in Tiny Toons Looniversity
- Tsezguerra in Hunter × Hunter (serie 2011)
- Brau 1589 in Pluto
- Hank McCoy / Bestia in X-Men '97
- Poe Dameron in Star Wars Resistance
- Rovender in WondLa
- Roberto (st. 8) in Futurama[1]
- Pervi e Ivrep in Due Fantagenitori! - Esprimi un desiderio
- Fitz in Secret Level
- Moon Knight in What if...?

### Videogiochi
- Poe Dameron in Disney Infinity 3.0 (2015)[2]e  LEGO Star Wars: Il risveglio della Forza (2016)[3]
- L'Artigiano e Owen Southwick in Death Stranding (2019)[4]
- Saggio Zeffo in Star Wars Jedi: Fallen Order (2019)[5]
- Hanaoka in Ghost of Tsushima (2020)[6]
- Týr in God of War Ragnarök (2022)[7]
- So e Ra in Stellar Blade (2024)[8]
- Benjamin Rivera in Death Stranding 2: On the Beach (2025)[9]